# 调查总局 (沙特阿拉伯)
调查总局 (Mabaheth); (阿拉伯语：‎ )是沙特阿拉伯王国的对内安全的情报机构与秘密警察。

## 历史
1955年，公共安全总局改为调查总局。